# Dinas Emrys Castle
Dinas Emrys Castle är ett slott i Storbritannien.   Det ligger i kommunen Gwynedd och riksdelen Wales, i den södra delen av landet, 300 km nordväst om huvudstaden London. Dinas Emrys Castle ligger 104 meter över havet.
Terrängen runt Dinas Emrys Castle är huvudsakligen kuperad. Dinas Emrys Castle ligger nere i en dal.Runt Dinas Emrys Castle är det ganska glesbefolkat, med 45 invånare per kvadratkilometer. Närmaste större samhälle är Blaenau-Ffestiniog, 10,0 km öster om Dinas Emrys Castle. Trakten runt Dinas Emrys Castle består i huvudsak av gräsmarker.